# Donny Osmond
Donald Clark Osmond, meglio conosciuto come Donny Osmond (Ogden, 9 dicembre 1957), è un cantante, attore e ballerino statunitense.

## Biografia

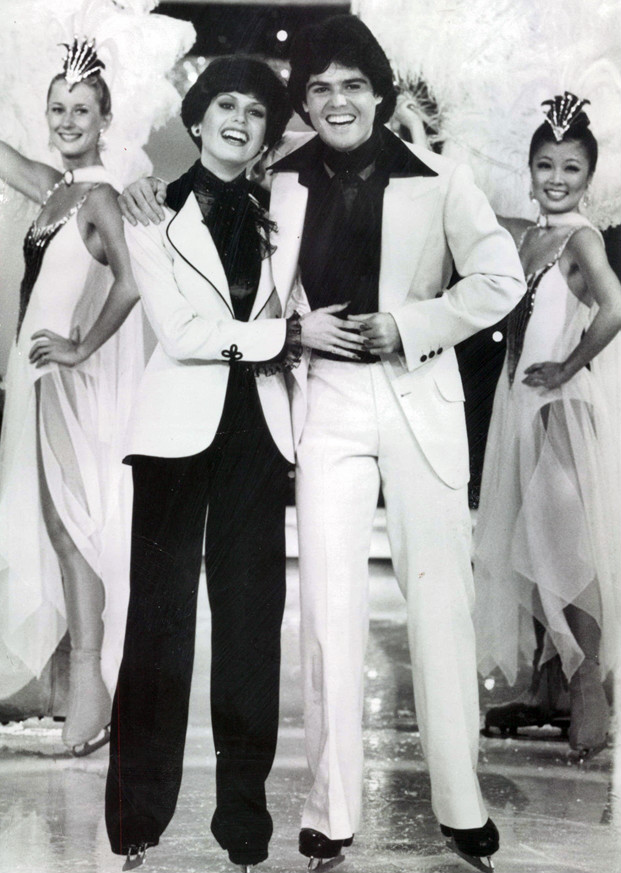
Donny Osmond e la sorella Marie nello spettacolo televisivo Donny & Marie (1977)

Osmond nasce a Ogden (Utah) nel 1957, da Olive e George, entrambi produttori cinematografici, settimo di otto figli: Alan, Jay, Jimmy, Merrill, Wayne, Marie, Tom e Virl.
Nella metà degli anni sessanta, Donny e i quattro fratelli maggiori compongono il gruppo The Osmonds, mentre, negli anni settanta, assieme alla sorella Marie costituisce il duo Donny & Marie Osmond, che darà vita anche a due varietà televisivi: Donny & Marie, trasmesso da 1976 al 1978, e Donny & Marie, trasmesso dal 1998 al 2000.
Come cantante, oltre ad aver prodotto una vasta discografia, ha interpretato anche la parte di Joseph nel musical Joseph and the Amazing Technicolor Dreamcoat e ha doppiato il cantato di Shang nella versione originale del film d'animazione Mulan.

## Vita privata
Dal 1978 è sposato con Debra Glenn, dalla quale ha avuto cinque figli. È nonno di due nipoti.

## Riconoscimenti
- Young Hollywood Hall of Fame (1970's)

## Filmografia parziale

### Attore
- Friends (2004)

### Doppiaggio
- Mulan (1998)

## Teatro
- Joseph and the Amazing Technicolor Dreamcoat (1999), musical

## Discografia
- Go Away Little Girl 1971 - prima posizione nella Billboard Hot 100 per tre settimane
- Young Love 1973 - prima posizione nella Official Singles Chart per 4 settimane e settima in Olanda